# Catasetum gomezii
Catasetum gomezii är en orkidéart som beskrevs av Gustavo Adolfo Romero och Germán Carnevali. Catasetum gomezii ingår i släktet Catasetum och familjen orkidéer. Inga underarter finns listade i Catalogue of Life.